# Doom 3
Doom 3 — шутер от первого лица с элементами survival horror, разработанный компанией id Software и выпущенный Activision для Windows в 2004 году. В России игра была локализована и издана компанией 1С. Позднее в 2004 году была выпущена версия игры для Linux, в 2005 году — версия для Mac OS X, портированная компанией Aspyr, и версия для Xbox, разработанная Vicarious Visions. 
Doom 3 представляет собой «перезагрузку» серии и пересказывает события первой Doom по-новому, игнорируя события предыдущих игр серии. Её действие происходит на Марсе в XXII веке в комплексе лабораторий Объединённой Аэрокосмической Корпорации (ОАК). Учёные ОАК открыли портал в ад, и комплекс заполонили демоны. Игрок управляет безымянным морским пехотинцем — новым персонажем, не тождественным Doomguy из других игр серии. Этот герой должен выжить, справиться с нашествием и не дать демонам попасть на Землю. В отличие от предыдущих игр серии, в Doom 3 присутствуют дружественные неигровые персонажи, которые могут общаться с протагонистом, давать ему подсказки и ценные предметы. Doom 3 содержит множественные элементы ужасов, сближающие игру с жанром survival horror: действие на многих уровнях игры проходит в темноте, игрок не видит противников и должен использовать фонарь, чтобы понять, где они находятся — это подталкивает игрока к медленному и осторожному прохождению. Эффекты освещения, звуковое сопровождение и дизайн окружения сделаны в игре таким образом, чтобы создавать у игрока ощущение страха и уязвимости.
Игра имела успех у критиков и коммерческий успех — всего было продано более 3,5 миллионов копий игры. Критики высоко оценили графику и атмосферу игры, хотя обозреватели и отмечали необычный геймплей в духе survival horror, сильно отличающий Doom 3 от предыдущих игр серии. За игрой последовал Resurrection of Evil, пакет расширения, разработанный Nerve Software в апреле 2005 года. Работавший над сценарием и диалогами Doom 3 писатель Мэтью Костелло также выпустил два основанных на игре художественных романа. В 2012 году издатель Bethesda Softworks выпустил обновлённую версию игры под названием Doom 3: BFG Edition с улучшенной графикой и различными исправлениями в геймплее. На этом же издании были основаны позднейшие переиздания Doom 3, выпущенные для множества разных платформ, включая мобильные устройства и системы виртуальной реальности. Выпущенное в 2005 году самостоятельное — не требующее покупки основной игры — дополнение Doom 3: Resurrection of Evil, разработанное компанией Nerve Software, продолжало повествование Doom 3. Оно было включено в состав Doom 3: BFG Edition 2012 года и её переизданий уже как часть игры. Следующая игра серии — Doom 2016 года — вновь «перезагружала» серию, игнорируя события Doom 3.

## Игровой процесс
Самый важный элемент в геймплее Doom 3 — атмосфера. Большинство уровней сделаны очень тёмными, чтобы создать чувство беспомощности и напугать игрока. Игра также сильно опирается на световые эффекты для создания подходящего настроения. Читатели Daily Telegraph назвали Doom 3 самой страшной игрой всех времен. Немалую роль играет нелогичная, но удачная находка разработчиков — игрок не может одновременно использовать фонарик и оружие. Таким образом, каждую секунду боя в тёмном помещении игроку приходится выбирать: стрелять практически вслепую или видеть своего противника, но не иметь реальной возможности ему противостоять. Хотя в BFG Edition все же дали возможность бегать с фонариком и оружием, чтобы у игроков был шанс заметить противника и дать ему отпор.
Существа могут появиться так же неожиданно, как и ожидалось. Неожиданные засады, обычно из тёмных мест, обычно шокируют игрока и подвергают испытанию его рефлексы. С другой стороны, изучение новых областей на фоне музыкальной темы заставляет игрока ожидать появления монстров за каждым углом.
Появление сильных врагов (боссов) сопровождается новыми эффектами освещения и/или роликами на движке игры. Чтобы достичь лучшего эффекта, это происходит обычно в тёмной комнате, или в комнате, где внезапно выключается свет. Почти все действие игры происходит в закрытых помещениях, что обеспечивает много возможностей для элемента неожиданности.
Уникальная атмосфера вместе с графическими элементами, которые намного опережали свое время принесли игре ошеломительный успех и относительно быстро возвысили ее до уровня «культовых».

## Сюжет
Основа такая же, как и в предыдущих частях — главный герой прибывает на Марс для несения службы. Но для триквела id Software прописали более детальный сюжет, сфокусировавшись на истории и создании напряженно-пугающей атмосферы. Во многом, благодаря работе сценариста Мэтью Костелло (профессионального писателя-фантаста) события и сеттинг пронизаны духом фильмов «Чужие» и «Живые мертвецы».
Doom 3 отличается от предыдущих игр серии наличием скриптовых сцен, подготавливающих игрока к действиям. Как и в остальных научно-фантастических хоррорах, таких как System Shock, System Shock 2, Aliens versus Predator 2, составной частью геймплея здесь является сбор КПК с информацией в виде сообщений различных форматов (текст, аудио и видео), в которых можно найти коды шкафов и дверей и сведения о настроениях среди сотрудников, событиях и т. п.

### Предыстория
Учёные из Объединённой Аэрокосмической Корпорации (ОАК; в оригинале Union Aerospace Corporation — UAC) проводили работы по терраформированию Марса, чтобы превратить безжизненную красную планету в ещё один дом для человечества. Для этого использовались передовые технологии, такие как Гидрокон и Субатомный Фазовый Деконструктор, превращающие оксид железа, покрывающий поверхность Марса, в кислород и водород. Однако во время строительства обнаружились руины древней марсианской цивилизации, в частности таблички с описанием внеземных технологий, из-за чего планы UAC поменялись. Согласно информации из табличек, марсиане, проводя эксперименты по телепортации, обнаружили, что перемещение происходит через некий кошмарный мир, населённый демонами (Ад). Ценой большей части жизней своей расы, инопланетяне создали мощный артефакт, известный как «Душекуб», заряженным множеством душ. Самый сильный воин расы, вооружённый Душекубом, смог победить демонов и закрыть портал.
Оставшиеся в живых покинули Марс путём телепортации в неизвестное место, перед этим написав предупреждение всем, кто прилетит на планету, о недопустимости воссоздания данной технологии. В игре присутствуют намёки, что беженцы обосновались на нашей планете, то есть являются предками людей. Также упоминается, что давно демоны тоже присутствовали на Земле, но по неизвестным причинам покинули её и стремятся вернуться.
Учёные из UAC находят письмена и воссоздают оборудование для телепортации. Под руководством директора лабораторного комплекса Дельта доктора Малькольма Бетругера учёные предпринимают экспедиции в Ад, принося оттуда экземпляры демонов. Деятельность команды Бетругера производит угнетающее влияние на ничего не подозревающий персонал базы. Сотрудники оставляют массу сообщений о странных феноменах, подозрительных несчастных случаях, они требуют усиления мер защиты и вооружаются.

### События игры
15 ноября 2145 года с Земли на Марс в космопорт Марс-Сити прилетает генеральный инспектор Эллиот Свонн в сопровождении телохранителя Джека Кэмпбелла, посланный советом директоров UAC расследовать события на базе, а также солдат пополнения в звании капрала (англ. Marine), за которого и предстоит играть. Солдат замечает как Свонн требует у Бетругера полный доступ к информации. Бетругер отвечает требованием, чтобы Свонн не путался у него под ногами и заявляет, что совсем скоро на базе произойдёт нечто необычайное, после чего уходит, прервав разговор.
Солдат прибывает в штаб морской пехоты, где начальник службы безопасности мастер-сержант Томас Келли, приказывает ему найти потерявшегося доктора Джонатана Иши. В старом здании центра связи герой находит доктора, перепуганный учёный пытается связаться с Землёй, чтобы рассказать об опасных экспериментах Бетругера и говорит что-то про Ад и Дьявола. В это время, главный телепорт приходит в действие и полчища демонов начинают вторжение на марсианскую базу. Множество бестелесных погибших душ порабощают большую часть персонала, превратив их в зомби. Немногие выжившие прячутся в укромных уголках. Свонн связывается с Бетругером, тот отвечает, что Свонн со своим лакеем может править ничем, и отключается, вынуждая их прибегнуть к некоему «плану Б».
Прорвавшись обратно в Марс-Сити и найдя штаб разгромленным, Солдат, согласно приказу Келли, движется через лабораторный комплекс Альфа, на соединение с командой морпехов «Браво», попутно уничтожая королеву пауков Вагари в 4-м секторе комплекса. Однако команда «Браво» погибает, попав в засаду демонов на заводе EnPro. Получив новый приказ от Келли, Солдат пробивается в центр связи, чтобы вызвать на помощь орбитальный флот. Свонн приказывает Солдату не вызывать флот. В зависимости от решения игрока, Солдат выполняет приказ Келли или приказ Свонна, после чего получает приказ идти в комплекс Дельта. На заводе по переработке отходов с героем связывается Бетругер и заявляет, что сам вызовет флот, чтобы захватить корабли, на которых демоны вторгнутся на Землю. Он обещает убить героя и поработить его душу.
Солдат отправляется в комплекс Дельта. Келли сообщает, что в комплексе слишком опасно и он идёт в ремонтные помещения. Солдат находит доктора Йена Маккормика, от которого узнаёт, что Бетругер унёс Душекуб в Ад через портал, расположенный в 4-м секторе комплекса Дельта.
Солдат находит Главный портал, где попадает в ловушку Бетругера. Он побеждает двух могучих демонов-великанов — Рыцарей Ада, вышедших из портала, но Бетругер запускает портал и переносит безоружного героя в Ад, наивно надеясь, что тот падёт под демоническим огнём и натиском адских когтей и клыков. Однако герою удаётся заново вооружиться и прорвавшись сквозь орды демонов, победить Стража Ада, огромного безглазого демона. Герой поднимает Душекуб, добирается до главного портала и возвращается из Ада на Марс. Он узнаёт, что хотя Бетругер и лишился возможности использовать телепорты, демоны создали собственный портал, расположенный в глубинах марсианских пещер, где велись археологические раскопки.
Герой находит умирающего Свонна, который сообщает, что на них напал сержант Келли, который был порабощён силами Ада. Кэмпбелл пошёл за сержантом. Свонн передаёт герою свой КПК, где указано местоположение портала в Ад. В Вычислительном Центре солдат находит умирающего Кэмпбелла, у которого сержант похитил BFG9000. Солдат вступает в бой с Келли, превратившегося в кошмарное кибернетическое чудовище Саваофа. Победив бывшего начальника и избавив от мучений в теле монстра, Солдат продолжает свой путь к зоне раскопок, попутно сражаясь с адскими ордами.
Добравшись до Адской дыры, Солдат сталкивается с её стражем — Кибердемоном, сильнейшим воином Ада, полностью невосприимчивым к человеческому оружию. Используя Душекуб, Солдату удаётся победить Кибердемона, после чего артефакт врывается в Адскую дыру и запечатывает её, оканчивая демоническое вторжение. Спустя пять дней, 20 ноября 2145 года на мёртвую марсианскую базу проникает разведгруппа «Зулу» и находит единственного выжившего — Солдата, потерявшего сознание после битвы с Кибердемоном, он был ужасно истощён, но при этом цел и невредим. Разведчики эвакуируют Солдата и находят мёртвого Свонна, но Бетругера нигде нет. В это же время сам Бетругер, скрывшийся в Аду незадолго до уничтожения портала, перерождается в огромного демона-дракона Маледикта.
Дополнение игры Resurrection Of Evil (сокращённо ROE) повествует об ещё одном Безымянном Морпехе на базе Марса, спустя 2 года после происшествия, где вновь происходит демоническое вторжение во главе с Маледиктом.

## Разработка
В июне 2000 года Джон Кармак обнародовал внутренний план id Software, включавший в себя ремейк игры Doom с использованием технологий нового поколения. Этот план вскрыл противоречивое отношение к новой разработке внутри самой компании.
Двое из владельцев id Software — Кевин Клауд и Адриан Кармак — отрицательно относились к идее создания ремейка Doom, считая, что id слишком часто возвращается к старым формулам. Однако, учитывая тёплый приём публикой игры Return to Castle Wolfenstein и последние достижения в технологии рендеринга, большинство сотрудников согласилось с тем, что создание ремейка — верная идея, предъявив Кевину и Адриану ультиматум: «Позвольте нам сделать ремейк Doom или увольте нас». После относительно «бескровной» конфронтации (хотя художник Пол Стид, один из зачинщиков, в расплату за это был уволен) было заключено соглашение о работе над Doom 3.
Разработка началась в конце 2000 года, сразу по завершении Quake III: Team Arena. В 2001 году результаты работы были впервые показаны широкой публике на выставке MacWorld Expo в Токио.
В 2002 году игра была представлена на выставке E3, в ходе которой был показан демонстрирующий игру 15-минутный ролик, принесший авторам пять наград выставки. Вскоре после E3 альфа-версия игры случайно была помещена на одном из дисков, выпущенных ATI Technologies для демонстрации способностей своих видеокарт и быстро распространилась по Интернету (из-за этой утечки id разорвала партнёрские отношения с ATI и выбрала в качестве партнёра конкурента ATI, nVidia). Игра была также показана и на следующих выставках E3 в 2003 и 2004 годах, хотя на веб-сайте id Software не было сведений о проекте Doom 3 до осени 2003 года. Согласно некоторым комментариям Джона Кармака, разработка заняла больше времени, чем ожидалось. Вначале планировалось выпустить игру в то же время, что и две другие ожидаемые игры, Halo 2 и Half-Life 2, на Рождество 2003 года. Однако ни одна из этих игр не была выпущена вовремя, к Рождеству.

Скриншот Doom 3, которая использует игровой движок Id Tech 4, можно увидеть попиксельную тень на лице и теле зомби, а также на стене справа от него

В Doom 3 используется игровой движок id Tech 4, который позднее был передан по лицензии другим разработчикам, а позже выпущен под лицензией GNU General Public License v3.0 или более поздней версии в ноябре 2011 года Согласно Джону Кармаку, главному разработчику движка в компании id, «треножником» технологии Doom 3 являются:
- объединённое освещение и тени;
- комплексные анимации и скрипты с полностью динамическим попиксельным освещением в реальном времени и стенсильными тенями;
- GUI-поверхности, добавляющие в игру дополнительную интерактивность.

Ключевым был первый пункт. Вместо того, чтобы высчитывать освещённость объектов и текстур во время создания карты и сохранять эту информацию в её данных, большая часть источников освещения обрабатывалась в реальном времени. Это позволяло отбрасывать тени даже на нестатичные объекты (монстры или механизмы), что было невозможно со статичными картами освещения. Недостаток подхода заключался в неспособности движка отображать мягкие тени и глобальную освещённость.
Чтобы создать более кинематографичную атмосферу, id вставила в геймплей много анимированных роликов на движке игры, показывающих монстров, нападающих на игрока из засады или просто крадущихся рядом.
Для увеличения интерактивности на уровнях были сделаны сотни анимированных компьютерных экранов. Вместо кнопки «использовать» прицел при наведении на любой такой дисплей превращается в указатель мыши, позволяя игроку нажимать на отдельные кнопки.

## Выпуск
Разработка Doom 3 была завершена 14 июля 2004 года, а следующим днём, 15 июля 2004 года, пришло подтверждение о выпуске версии для Mac OS X. Doom 3 была выпущена в США 3 августа 2004 года. В дополнение к этому, 4 октября 2004 года была выпущена версия для Linux. В полночь в день выпуска игру начали продавать в избранных магазинах. Игра была выпущена для остальных стран 13 августа 2004 года (кроме России и других стран бывшего СССР, где официальная локализация была задержана на 4 месяца, до 10 декабря 2004 года).
За два дня до официального выпуска Doom 3 была нелегально выпущена сторонними группами в Интернет, где она стала, возможно, самой быстро нелегально распространяющейся игрой всех времён. Так как игра была сориентирована на одиночный режим, необходимость ввода серийного номера для игры в многопользовательском режиме слабо сдерживала нелегальное распространение игры. Другими факторами, оказавшими сильное влияние на нелегальное распространение, были долгое ожидание Doom 3 и задержка в выпуске игры за пределами США.
Вскоре после объявления о начале разработки Doom 3 был открыт промо-сайт, который служил веб-страницей вымышленной корпорации, работающей на Марсе. До момента выхода сайт служил тизером; позже был добавлен счётчик времени до запуска игры. Также параллельно был запущен сайт вымышленной корпорации Martian Buddy, упомянутой в сюжете, где можно найти код для выпущенных ею шкафов.

### Linux
Doom 3 продолжил традицию создания id Software Linux-совместимых игр. Очень важным решением стал выбор стандарта OpenGL в качестве основной системы видеовывода, а не Direct3D от Microsoft, API-функции которого доступны только для операционных систем Windows. Исполняемые файлы Linux-версии можно загрузить с FTP-сервера id Software или с помощью BitTorrent, для запуска игры также необходимы файлы данных с установочного компакт-диска.

### BFG Edition
Компания Bethesda Softworks решила выпустить переиздание известного шутера. В комплект под названием BFG Edition были включены обновлённая Doom 3 с дополнениями Resurrection of Evil и Lost Mission, куда вошли несколько новых уровней. Также в комплект попали игры The Ultimate Doom (дополненное издание с дополнительным эпизодом Thy Flesh Consumed и улучшениями в игровом процессе) и Doom II: Hell on Earth с дополнительным эпизодом No Rest for the Living. Обе работают под Windows 7 и выше без дополнительных настроек.
Издание появилось на рынке США 16 октября 2012 года (в Европе — 19 октября) на Windows, Xbox 360 и PlayStation 3. Появились поддержка 3D, улучшенные звук и освещение. В движок добавлена новая система хранения файлов из следующего поколения, что позволяет значительно ускорить загрузку уровней. Игра обзавелась системой достижений и контрольных точек.
Doom 3 BFG Edition — первая игра, в которой можно воспользоваться Oculus Rift.
Летом 2018 года, благодаря уязвимости в защите Steam Web API, стало известно, что точное количество пользователей сервиса Steam, которые играли в Doom 3: BFG Edition хотя бы один раз, составляет 604 250 человек.
В 2019 году Bethesda выпустила ещё одну версию Doom 3, базирующуюся на Doom 3 BFG Edition, однако значительно урезанную. В отличие от ранее вышедшего издания, в игру не включены Doom и Doom II, оттуда также удалена поддержка сетевой игры и очков виртуальной реальности. Эта версия игры распространется через Microsoft Store, в том числе через GamePass, а также продаётся в Epic Games Store под названием Doom 3. Она доступна на Android, Nintendo Switch, Xbox One и PS4.
Версия игры для Nintendo Switch была выпущена в июле 2019 года.

### Исходный код
16 ноября 2011 года Джон Кармак опубликовал в своем твиттере сообщение о том, что публикации движка мешает патент Creative Labs и пообещал исправить код, чтобы устранить претензии. Исходный код был опубликован 23 ноября на сайте GitHub и на FTP-сервере id Software под лицензией GPLv3. Игровые данные (карты, текстуры, звуки и т. д.) распространяются по отдельному пользовательскому соглашению.

## Системные требования
Являясь на тот момент игрой с передовым графическим движком, Doom 3 имел довольно высокие системные требования. Даже во время разработки ожидалось, что рекомендуемыми видеокартами будут те, которые поддерживают функции DirectX 8, например такие, как Radeon 8500/9000 и GeForce 3 (на момент разработки в 2001 году), но ближе к моменту выпуска эти карты соответствовали только почти минимальным требованиям. Ранние источники указывали, что в игре должна была присутствовать legacy-поддержка для широко распространенной технологии DirectX 7, используемой в видеокартах Radeon 7200 и GeForce 2, но к моменту выпуска GeForce 4 MX был единственным официально поддерживаемым чипом, использующим более старую технологию DirectX 7.
На различных сайтах, пишущих обзоры, упоминалось, что минимально рекомендуемый процессор с частотой 1.5 ГГц вместе с видеокартой GeForce 2 MX обеспечивал удовлетворительное качество игры (примерно 20 кадров в секунду на низком разрешении). Версия для Macintosh запускается даже на 1.25 ГГц G4 PowerBook с графическим процессором NVIDIA GeForce FX Go5200.
Однако, чтобы полностью использовать возможности, было нужно более новое оборудование. Мощный CPU 2004 года в паре с видеокартой GeForce 6800 или ATI Radeon X800 показывают более 100 кадров в секунду в разрешении 1024x768.
Хотя на коробке с игрой указано, что 384 МБ ОЗУ достаточно для запуска, рекомендовалось наличие 1 ГБ ОЗУ. Использование 512 МБ ОЗУ или меньше заставляло игру тормозить при входе в новые комнаты из-за загрузки текстур. Этого можно было избежать путём уменьшения размера текстур до среднего (что было рекомендовано для видеокарт с 128 МБ видеопамяти в любом случае) и установки графического разрешения 800×600 или даже 640×480. На 512 МБ ОЗУ не без сложностей возможно было добиться мягкого геймплея при разрешении 1024×768 с высокой степенью детализации

## Отзывы и критика
| Сводный рейтинг                                                             | Сводный рейтинг | Сводный рейтинг | Сводный рейтинг | Сводный рейтинг |
| Издание                                                                     | Оценка          | Оценка          | Оценка          | Оценка          |
| Издание                                                                     | PC              | PS3             | Xbox            | Xbox 360        |
| --------------------------------------------------------------------------- | --------------- | --------------- | --------------- | --------------- |
| GameRankings                                                                | 86,63 %         | 68,00 %         | 87,63 %         | 66,63 %         |
| Metacritic                                                                  | 87 %            | N/A             | 88 %            | N/A             |
| Иноязычные издания                                                          |                 |                 |                 |                 |
| Издание                                                                     | Оценка          | Оценка          | Оценка          | Оценка          |
| Издание                                                                     | PC              | PS3             | Xbox            | Xbox 360        |
| 1UP.com                                                                     | B+              | N/A             | A               | N/A             |
| Eurogamer                                                                   | 9/10            | N/A             | N/A             | N/A             |
| GameSpot                                                                    | 8,5/10          | N/A             | 8,6/10          | N/A             |
| GameSpy                                                                     | [ 26 ]          | N/A             | [ 27 ]          | N/A             |
| GameTrailers                                                                | N/A             | N/A             | 9,0/10          | N/A             |
| IGN                                                                         | 8,9/10          | N/A             | 9,3             | N/A             |
| PC Gamer (UK)                                                               | 90 %            | N/A             | N/A             | N/A             |
| PC Gamer (US)                                                               | 94 %            | N/A             | N/A             | N/A             |
| Русскоязычные издания                                                       |                 |                 |                 |                 |
| Издание                                                                     | Оценка          | Оценка          | Оценка          | Оценка          |
| Издание                                                                     | PC              | PS3             | Xbox            | Xbox 360        |
| Absolute Games                                                              | 70 %            | N/A             | N/A             | N/A             |
| «Игромания»                                                                 | 9/10 7,5/10     | N/A             | N/A             | N/A             |
| «НИМ»                                                                       | 9,5/10          | N/A             | N/A             | N/A             |
| Награды                                                                     |                 |                 |                 |                 |
| Издание                                                                     | Награда         | Награда         | Награда         | Награда         |
| GameSpot's Best and Worst of 2004: Best Graphics (Technical)                |                 |                 |                 |                 |
| Golden Joystick Awards 2004: PC Game of the Year, Ultimate Game of the Year |                 |                 |                 |                 |

Doom 3 получил очень положительные отзывы критиков: версия игры для ПК получила 87 % баллов и 88 % баллов на сайтах компиляции обзоров Metacritic и GameRankings соответственно. Высоко оценено качество графики и презентации Doom 3.
В общей рецензии для журнала «Игромания» Олег Ставицкий и Александр Кузьменко говорили, что «с самого стартового ролика и до финальных титров игра абсолютно одинаковая», «геймплей DOOM III, как бы это помягче сказать…, довольно банален» и «правда жизни состоит в том, что кроме передовых технологий в DOOM III нет ровным счетом НИЧЕГО необычного». Однако, в то же время они поставили игре 9 из 10 баллов и отметили, что «это крепкий экшен с отменной графикой, любопытным сюжетом и тщательно проработанной атмосферой», «DOOM III — веха в истории компьютерных игр. Хотим мы этого или нет».
Самые часто называемые недостатки:
- Упование на киноприёмы, чересчур часто использующиеся в «ужастиках»: кромешная тьма, ограниченное использование фонарика и другие клише, делающие игру разочаровывающей, а не пугающей;
- Повторяющийся геймплей: часто встречаются похожие друг на друга линейные уровни, что делает игру утомительной для прохождения;
- Невозможность пользоваться фонариком и оружием одновременно (известна как проблема «на Марсе нет липкой ленты»), в то время как многие современные виды оружия в реальной жизни имеют фонарики на корпусе (отчасти решается установкой пользовательских модификаций Doom 3). Также множество людей считает, что фонарь можно держать в левой руке, а пистолет в правой;
- Во многом избитые способы подачи истории, заставляющие игрока читать или слушать сообщения с поиском в них кодов доступа, и недостаток сцен, освещающих сюжет;
- Плохой искусственный интеллект монстров и злоупотребление скриптами (так, основное умение Архвайла — бесконечный вызов себе «помощи» в виде демонов рангом ниже — совершенно не работает без связки с наперёд заданными местами появления помощников);
- Отчасти ограниченное использование физики;
- Ограниченный deathmatch-режим всего для четырёх игроков из-за нацеленности Doom 3 на одиночное прохождение;
- Отсутствие официального совместного (кооперативного) режима игры в версии PC, в то время как в предыдущих играх серии Doom он присутствовал.
- Низкое число полигонов на моделях персонажей, из-за чего появляется эффект «квадратных голов»

Частым аргументом в спорах было то, что эта критика основана на ожидании элементов из других шутеров от первого лица. Во время разработки Doom 3 часто сравнивали с другой столь же ожидаемой игрой — Half-Life 2. Кроме того, некоторые вовсе восприняли Doom 3 как её клон, обращая внимание на использование фонарика в качестве дубинки для ближнего боя, напоминающее принцип действия монтировки. Также было заострено внимание на сходство в сюжете — морпех, как и Гордон Фримен, путешествовал из одного измерения в другое, а во время игры встречаются выжившие учёные и сотрудники базы. В дополнении Doom 3: Resurrection of Evil появилось новое оружие — гравихват, напоминающий гравипушку из Half-Life 2, из-за которого начали обвинять id Software в плагиате.
Также критики обращали внимание на то, что технологический уровень Doom 3 не был революционным — он был похож на многие игры 2004 года, и возможности вроде бамп-маппинга (bump mapping) уже стали к этому времени стандартом индустрии. Такая часто упоминающаяся возможность движка Doom 3, как попиксельное освещение (англ. per-pixel lighting) и стенсильные тени (англ. stencil shadowing), уже были использованы ранее во многих играх 2003 года, даже в низкобюджетной Secret Service: Security Breach от Activision Value.
Несмотря на это, релиз был успешным для id Software, с планированным доходом, определённым издателем Activision в 20 миллионов долларов. Финансовый успех был подстёгнут почти рекордным количеством предзаказов. id Software также получила прибыль от лицензирования движка id Tech 4 другими разработчиками. На модифицированном движке Doom 3 были позже выпущены Quake 4, Prey, Enemy Territory: Quake Wars, Wolfenstein и Brink.
Согласно агрегатору GameRankings Doom 3 получил среднюю оценку в 88 % согласно 81 медиаисточнику. Этот же источник помещает Doom 3 в десятку лучших игр 2004 года.

### Спор из-за патентов на программное обеспечение
За неделю до выхода стало известно, что между id Software и Creative Labs было заключено соглашение о аудиотехнологии, содержащейся в Doom 3. Патент, правом на который владела Creative, касался технологии рендеринга теней, разработанной независимо от Джона Кармака с его Carmack's Reverse. Если бы id Software использовала эту технологию без разрешения, она бы могла попасть под судебное преследование, и поэтому согласилась лицензировать аудиотехнологии Creative Labs в обмен на отказ от разбирательств.

## Наследие
В начале 2008 года была опубликована новая серия романов о Doom 3 Мэтью Дж. Костелло, автора, который работал над сюжетом и сценариями для Doom 3 и Resurrection of Evil; предыдущие романы Doom расширили сюжетную линию двух оригинальных игр Doom. Серия книг направлена на новеллизацию истории Doom 3, первая часть, Worlds on Fire, была опубликована 26 февраля 2008 года. Вторая книга серии, «Водоворот», была выпущена в марте 2009 году.
Игровой движок для Doom 3, id Tech 4, был лицензирован для использования другими разработчиками, такими как Quake 4 от Raven Software, Prey от Human Head Studios, Enemy Territory: Quake Wars от Splash Damage, Wolfenstein от Raven Software и Brink от Splash Damage. Однако id Tech 4 не имеет широкой лицензии по сравнению с Unreal Engine от Epic Games. 22 ноября 2011 года исходный код движка был выпущен под лицензией GNU GPL-3.0 или более поздней, но графическое оформление игры по-прежнему остается под действием лицензионного соглашения. Более позднее удаление исходного кода также включало изменения, внесенные в BFG Edition, что позволило потенциально перенести переиздание на другие ранее неподдерживаемые платформы, такие как Linux и OS X, и такой порт в конечном итоге был выпущен.

### Doom (2016)
В конце концов Id Software выпустила еще одну игру из этой серии, на этот раз следуя первоначальным корням серии, заключающимся в минимальном повествовании и динамичном действии. О разработке четвёртой игры было объявлено в 2008 году, затем предполагалось, что она будет работать на движке id Tech 5 и первоначально называлась Doom 4. Игра, в итоге названная просто Doom и работающая на id Tech 6, была выпущена в 2016 году компанией Bethesda Softworks для Windows, Xbox One и PlayStation 4 с кроссплатформенной поддержкой в многопользовательском режиме «Snapmap». Версия для Nintendo Switch была выпущена в 2017 году. Она считается продолжением оригинальной сюжетной линии Doom.

## Комментарии
1. ↑  Стилизовано как DOOM³.